# Riachão (Paraíba)
Riachão é um município brasileiro do estado da Paraíba, localizado na Região Geográfica Imediata de Guarabira. De acordo com o IBGE (Instituto Brasileiro de Geografia e Estatística), no ano de 2022 sua população era em 2.927 habitantes. Área territorial de 90 km².

## Geografia
O município está incluído na área geográfica de abrangência do semiárido brasileiro, definida pelo Ministério da Integração Nacional em 2005.  Esta delimitação tem como critérios o índice pluviométrico, o índice de aridez e o risco de seca.

### Limites
| Noroeste: Araruna | Norte: Araruna e Tacima | Nordeste: Tacima   |
| Oeste: Araruna    |                         | Leste: Tacima      |
| Sudoeste: Araruna | Sul: Dona Inês          | Sudeste: Dona Inês |